# Иосиф Персидский (мученик)
О священномученике Иосифе см. статью Иосиф Персидский
Ио́сиф Перси́дский — христианский святой, мученик. Память в Православной церкви совершается 20 ноября (по юлианскому календарю).
Иосиф был учеником епископа Нирса. Во время гонений на христиан при персидском царе Сапоре II был обезглавлен за нежелание отречься от Христа и поклониться солнцу. Смерть Иосифа произошла между 343—350 годами.